# تشارلي براون (لاعب كرة قدم أمريكية)
تشارلي براون (بالإنجليزية: Charlie Brown)‏ هو لاعب كرة قدم أمريكية أمريكي، ولد في 13 سبتمبر 1942 في هيفلن في الولايات المتحدة.